# 체락정
체락정은 대한민국 경상북도 의성군 신평면 청운리 791에 있는 정자 건축물이다. 2013년 5월 28일 의성군의 문화유산 제17호로 지정되었다.

## 개요
체락정은 남원인(南原人) 월파(月波) 양윤덕(梁潤德)과 죽촌(竹村) 양윤복(梁潤福) 형제가 강학하던 정자로 1935년에 중건하고 1938년에 중수했다.